# Liselott Hagberg
Astrid Liselott Hagberg, född 26 oktober 1958 i Uddevalla, är en svensk politiker (liberal) och ämbetsman. Hon var ordinarie riksdagsledamot 2002–2012, invald för Södermanlands läns valkrets, och riksdagens tredje vice talman 2006–2012. Hagberg var landshövding i Södermanlands län 2012–2019.

## Biografi
Hagberg var ordinarie riksdagsledamot 2002–2012. I riksdagen var hon tredje vice talman 2006–2012. Hon var ledamot i konstitutionsutskottet 2006 och näringsutskottet 2008–2010. Hon var även suppleant i arbetsmarknadsutskottet, konstitutionsutskottet, näringsutskottet, socialförsäkringsutskottet och utbildningsutskottet, samt sammansatta konstitutions- och utrikesutskottet.
Hon efterträdde Bo Könberg på posten som landshövding i Södermanlands län den 1 oktober 2012. Regeringen befriade henne från plikten att bo i landshövdingebostaden, utan hon fick lov att bo kvar i sin bostad i Buskhyttan. Efter att den äldre tjänstebostaden såldes 2015 flyttade Hagberg in i sitt nya boende i länsresidenset vid Stora torget. Hon efterträddes av Beatrice Ask vid årsskiftet 2019.

## Utmärkelser
- Kommendör av Republiken Polens förtjänstorden (KPolFO 2010)[8]